# Ludovico Bartolaia
Ludovico Bartolaia (Mirandola, 26 novembre 1541 – luglio 1641) è stato un tenore e compositore italiano.

## Biografia

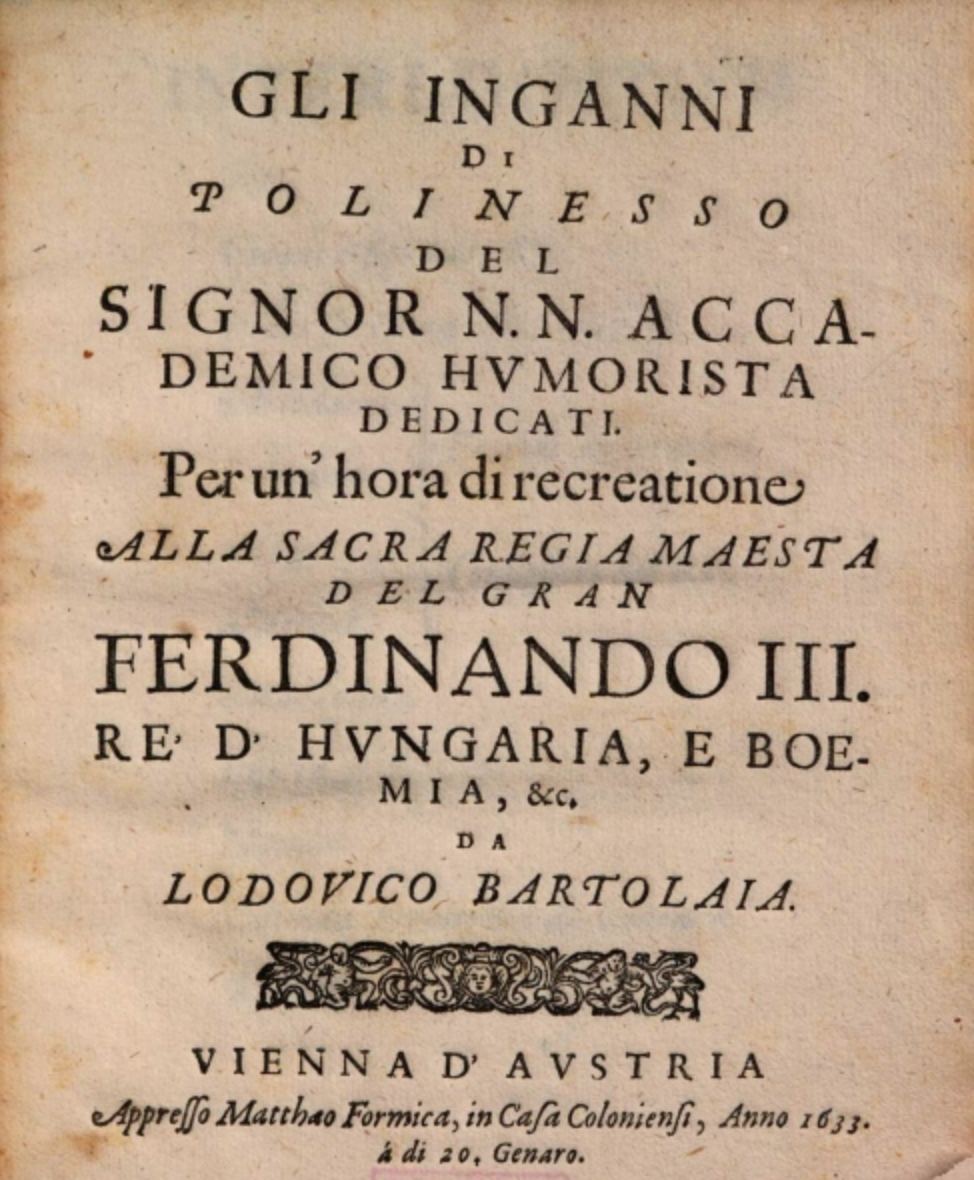
Gli inganni di Polinesso (1633)

Secondo lo storico Felice Ceretti, potrebbe essere stato battezzato il 26 novembre 1541.
Cantò presso la cappella di corte del Sacro Romano Impero al più tardi dal 1623, anno in cui si sposò a Vienna, e fino alla sua morte. Autore e allestitore di commedie, favole boscherecce e spettacoli musicali, è il primo compositore di musica d'opera noto a Vienna, dove il 9 luglio 1633 venne rappresentato Il Sidonio (tragicommedia scritta dal librettista Urbano Giorgi) e in seguito Gl'Inganni di Polinesso.
Dal 1637 fu maestro del coro della nuova cappella voluta dall'imperatrice Eleonora Gonzaga, vedova di Ferdinando II d'Asburgo.

## Opere
- La coronazione di re Salomone, cinque parti in prosa (Venezia 1602-1611)
- La Ninfa cacciatrice, cinque atti in versi (Napoli 1606-Venezia 1620)
- L'ardito amante, commedia in prosa (Napoli 1606)
- Le combattute promesse, favola boschereccia in cinque atti in versi (Napoli 1607-Venezia 1614)
- Le false imputazioni, commedia in prosa (Venezia 1612)
- La Circe maga, favola tragicomica in prosa (Terni 1614-1619, Napoli 1619, Venezia 1640)
- Madrigale sopra tutte le azioni di una donna
- Discorso sopra s. Giov. Battista
- Le false imputazioni
- Il Sidonio
- Gl'inganni di Polinesso